# Caugé
Caugé är en kommun i departementet Eure i regionen Normandie i norra Frankrike. Kommunen ligger i kantonen Évreux-Ouest som tillhör arrondissementet Évreux. År 2022 hade Caugé 817 invånare.

## Befolkningsutveckling
Antalet invånare i kommunen Caugé
Referens:INSEE